# Seleucus exareolatus
Seleucus exareolatus là một loài tò vò trong họ Ichneumonidae.